# 劉仕昌
劉仕昌（14世紀—15世紀），字時亨，湖廣武昌府通城縣梓木里人，明朝政治人物。

## 生平
劉仕昌父親劉原達本來獨居，某天有乞丐弄污經書，於是拿著書本到井洗經，後在石上晒乾，忽然看到詩一首，當中有「伏虎山下鳳凰開」的句子，因此娶虎山鄭氏女子而生下劉仕昌，他成長後中永樂十八年（1420年）舉人，二十二年（1424年）成進士，宣德四年（1429年）獲授陝西道監察御史，彈劾糾察有清正聲譽，獲御賜「朝陽鳴鳳」匾額並建繡衣坊紀念，到正統九年（1444年）官至浙江按察司副使，死後葬在巽宮修竹里𦷄荷圖織庫窩人形石𥕖。

## 引用
1. 1 2  同治《通城縣志·卷十五·人物上》：劉仕昌，進士永樂間官御史有直聲，彈劾糾察，上觸忌諱，下斥權奸，時號朝陽鳴鳳，建繡衣坊。
2. ↑  同治《通城縣志·卷二十·古蹟》：洗經井在西林岡下左側，明御史劉仕昌父原達獨居理經，其旁有丐嘔污其經，持於井洗之晒經石上，經面忽現詩一首，有「伏虎山下鳳凰開」之句，遂娶虎山鄭氏女生仕昌，井今改為塘，石呼為曬經石。
3. ↑  同治《通城縣志·卷十三·選舉上》：進士……明……劉仕昌 字時亨，梓木里人，永樂甲辰科，詳仕宦……舉人……明……劉仕昌 梓木里人，永樂庚子科，見進士表
4. ↑  《明宣宗章皇帝實錄》·卷五十四：（宣德四年五月癸酉）……進士李安、歐陽洙、張楷、劉仕昌為南京監察御史，安福建道，洙貴州道，楷江西道，仕昌陝西道……
5. ↑  《明英宗睿皇帝實錄·卷一百十五》：（正統九年四月癸未）陞……監察御史劉仕昌浙江副使……
6. ↑  同治《通城縣志·卷十四·選舉下》：仕宦……明……劉仕昌 進士，授陝西道任監察御史，陞浙江按察使副使，詳宦蹟，時御賜清朝鳴鳳額
7. ↑  同治《通城縣志·卷二十一·塋墓》：明御史劉仕昌墓在巽宮修竹里𦷄荷圖織庫窩人形石𥕖，有碑塹界。